# Rakvice
Rakvice (deutsch Rakwitz) ist eine Gemeinde in Tschechien. Sie liegt zwölf Kilometer nordwestlich von Břeclav und gehört zum Okres Břeclav.

## Geographie

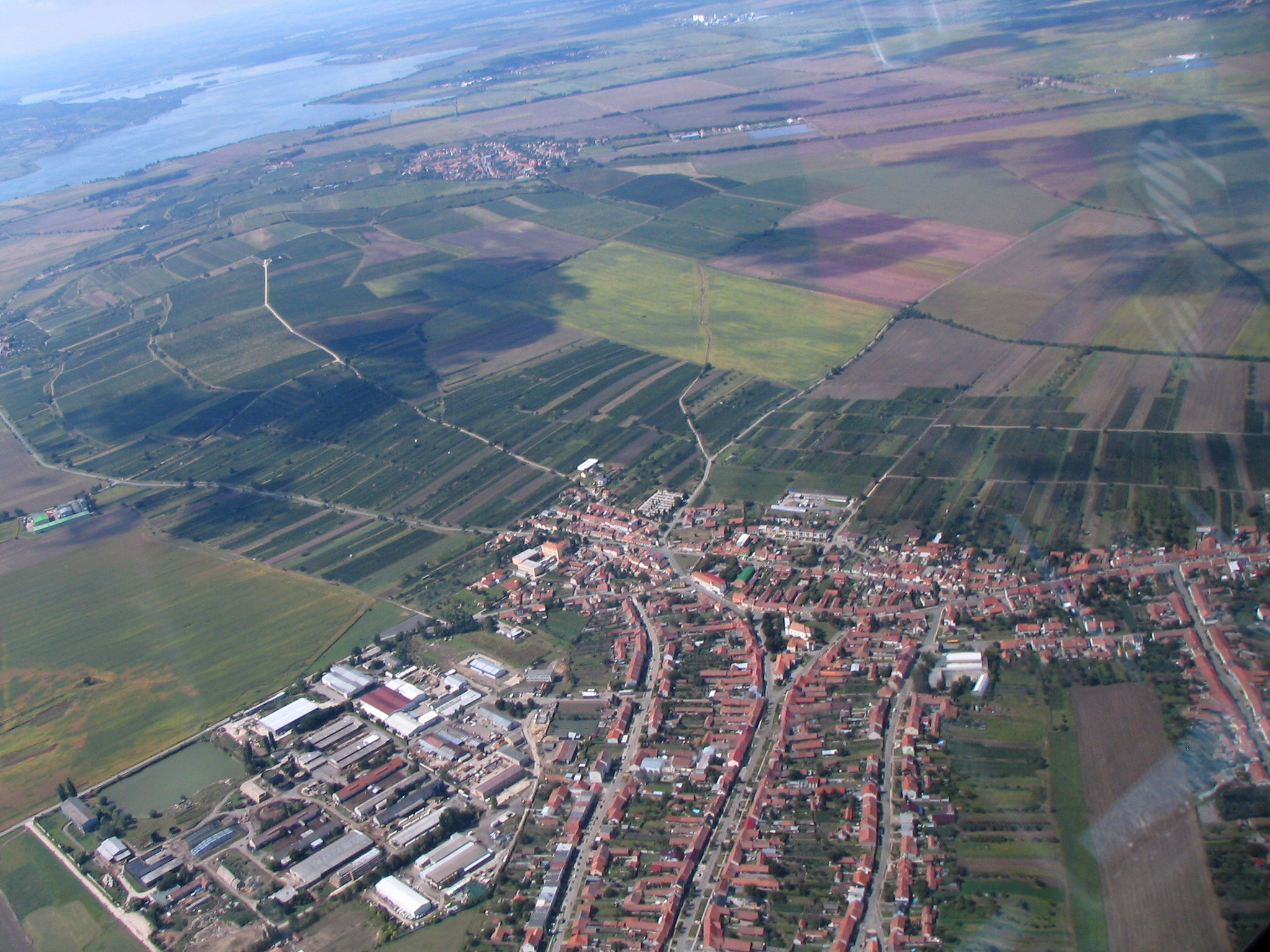
Rakvice aus der Luft

Das südmährische Weindorf befindet sich rechtsseitig der Trkmanka am Fuße der Přítlucká hora (Prittling; 292 m) und deren Vorberges Kozí hora (Geiselberg, 212 m). Östlich erhebt sich der Hügel Zimarky (262 m). Südlich von Rakvice fließt der von Přítluky kommende Bach Trníček der Trkmanka zu. An der östlichen Peripherie führen parallel die Trassen der Bahnstrecke Brno – Břeclav, der Landstraße 425 und der Autobahn D 2/E 65 vorbei. Rakvice besitzt eine Bahnstation, die nächste Autobahnabfahrt ist bei Podivín.
Nachbarorte sind Velké Pavlovice im Norden, Trkmanice im Nordosten, Velké Bílovice im Osten, Podivín im Südosten, Lednice und Nejdek im Süden, Bulhary im Südwesten, Přítluky im Westen sowie Zaječí im Nordwesten.

## Geschichte
Archäologische Funde belegen eine frühzeitliche slawische Besiedlung des Dorfes. Erstmals erwähnt wurde der Ort im Jahre 1248, als ihn Ulrich III. von Kärnten den Tempelherren in Čejkovice überließ. Vier Kilometer nordöstlich lag das Dorf Trutmanice, das im 15. Jahrhundert erloschen ist. 1446 verkaufte Jan von Meziříčí Rakvice an Nikolaus Billung. 1487 wurde Kryštof Pinkůsek von Moravany Besitzer des Dorfes. Seit 1491 ist der Weinbau auf dem Geiselberg nachweisbar. Weitere Besitzer waren Wilhelm II. von Pernstein, der dem Dorf das Kaduzitätsrecht verlieh, und die Herren von Leipa. Rakvice besaß vor dem Dreißigjährigen Krieg Marktrechte.
Zu Beginn des 17. Jahrhunderts setzte ein Niedergang des Ortes ein. 1604 fielen die aufständischen Truppen Stephan Bocskais ein und verwüsteten das Dorf. Von der Kapelle des Hl. Andreas blieben nur die Mauern und der Turm übrig. 1618 lebten in Rakwitz 510 Menschen. Im Dreißigjährigen Krieg fielen wiederum ungarische Truppen ein. Nach Kriegsende lagen große Teile von Rakvice wüst, von den zuvor 101 Bauernstellen wurden nur noch 31 bewirtschaftet. Zur Aufhilfe des Ortes gewährte der Besitzer Friedrich von Oppersdorff am 30. Mai 1651 das Recht zum freien Weinschank. 1673 hatte das Dorf 180 Bewohner. Der Wiederaufbau von Rakvice ging langsam vonstatten.
Im Jahre 1700 war die frühere Kapelle wieder aufgebaut und wurde als Kirche dem Hl. Johannes dem Täufer geweiht. Im Jahre 1718 lebten in Rakvice 718 Menschen. Von den 153 Familien im Ort waren 105 Bauern. Zwischen 1832 und 1836 grassierte die Cholera in Rakwitz, 114 Einwohner starben an der Seuche.
Nach der Aufhebung der Patrimonialherrschaften wurde Rakvice 1850 zu einer selbstständigen Gemeinde im Bezirk Auspitz. 1886 wurde auf dem Gebiet der Gemeinde ein 3000 Stücke umfassender Münzfund, der sogenannte Rakwitzer Schatz gemacht. Neben Mährischen Dukaten aus dem 12. Jahrhundert wurden auch böhmische Münzen, etwa 1000 österreichische und süddeutsche Pfennige sowie über 10 ungarische Denare aufgefunden. 1930 hatte Rakvice 2403 Einwohner.
Am 26. Mai 1936 endete ein Schulausflug in die Pollauer Berge tragisch. Die 106 Schüler waren früh um halb sieben mit acht Pferdefuhrwerken abgefahren und kamen kurz vor acht Uhr an der Seilfähre über die Thaya bei Neumühl an. Bei der dritten Überfahrt war die Fähre durch drängelnde Kinder der nachfolgenden Fuhrwerke mit 52 Kindern, 6 Erwachsenen und einem Fuhrwerk so überladen, dass sie in der Mitte der hochwasserführenden Flusses sank. Dabei ertranken 31 Kinder und ein Fuhrknecht mit seinem Gespann.
Nach dem Münchner Abkommen verblieb Rakvice bei der Rest-Tschechoslowakei und lag unmittelbar an der deutschen Grenze. Die Gemeinde wurde dem Bezirk Brünn-Land angegliedert. 1940 gab es in dem Dorf einen zweiten Münzfund, der zehn Taler und zwei Dukaten aus der zweiten Hälfte des 17. Jahrhunderts umfasste. Nach dem Zweiten Weltkrieg kam Rakvice zum Okres Břeclav. 1952 wurden in Rakvice erneut 15 Golddukaten aus der Regentschaft Matthias Corvinus in der Mitte des 15. Jahrhunderts gefunden. Der vierte Münzfund von 1978 umfasste 452 Silbermünzen aus dem 17. Jahrhundert. 1998 gab es in Rakvice noch einen fünften Münzfund, er beinhaltete 35 Kreuzer, die zwischen 1659 und 1665 geprägt wurden.

## Gemeindegliederung
Für die Gemeinde Rakvice sind keine Ortsteile ausgewiesen. Grundsiedlungseinheiten sind Rakvice und Trkmanský Dvůr (Trkmanitzer Hof).

## Sehenswürdigkeiten

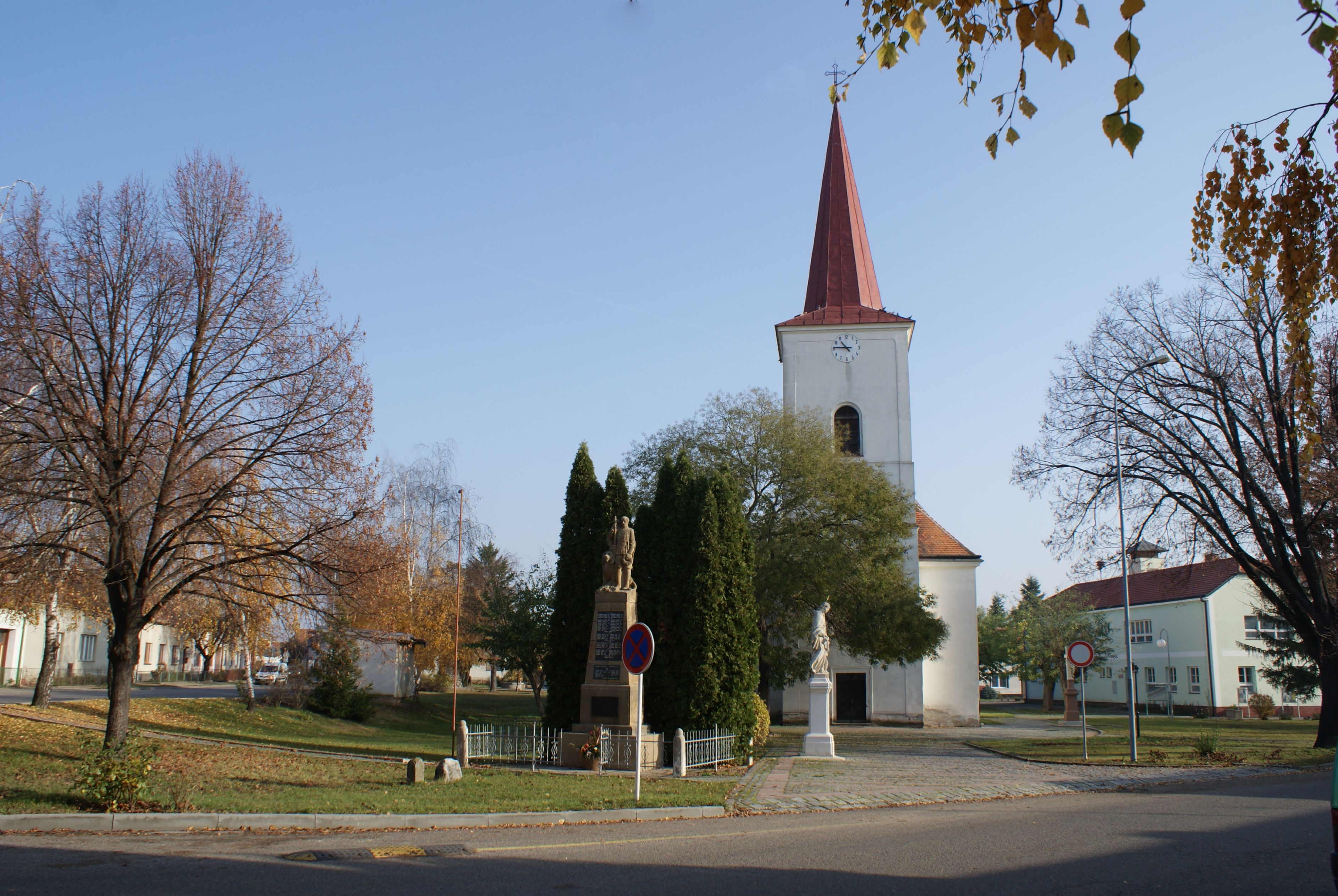
Kirche Johannes des Täufers

- Kirche Johannes des Täufers, die ursprünglich durch Bohuslaus von Zwole dem Hl. Andreas geweihte Kapelle, wurde ein knappes Jahrhundert nach ihrer Zerstörung durch die Bocskajaken im Jahre 1700 als Kirche geweiht. 1875 erfolgte eine Erweiterung der Kirche; der Kirchturm ist 33,66 Meter hoch.
- Statue des Hl. Johannes von Nepomuk, geschaffen 1775 von Thomas Schweigl.
- Denkmal für die ertrunkenen Kinder, errichtet 1936 auf dem Friedhof.

## Persönlichkeiten

### Söhne und Töchter der Gemeinde
- Josef Edvard Kornyšl (1824–1873), Volksaufklärer und Landtagsabgeordneter, Mitbegründer der Aktienzuckerfabrik Podivín
- František Vlastimil Průdek (1822–1873), mährischer Revolutionär
- František Ladislav Fintajsl (1878–1926), Pädagoge
- Ctibor Nečas (1933–2017), Historiker

### Im Ort lebten und wirkten
- Alois Mrštík (1861–1925), war von 1882 bis 1884 Lehrer in Rakvice